# الألعاب الآسيوية الشتوية

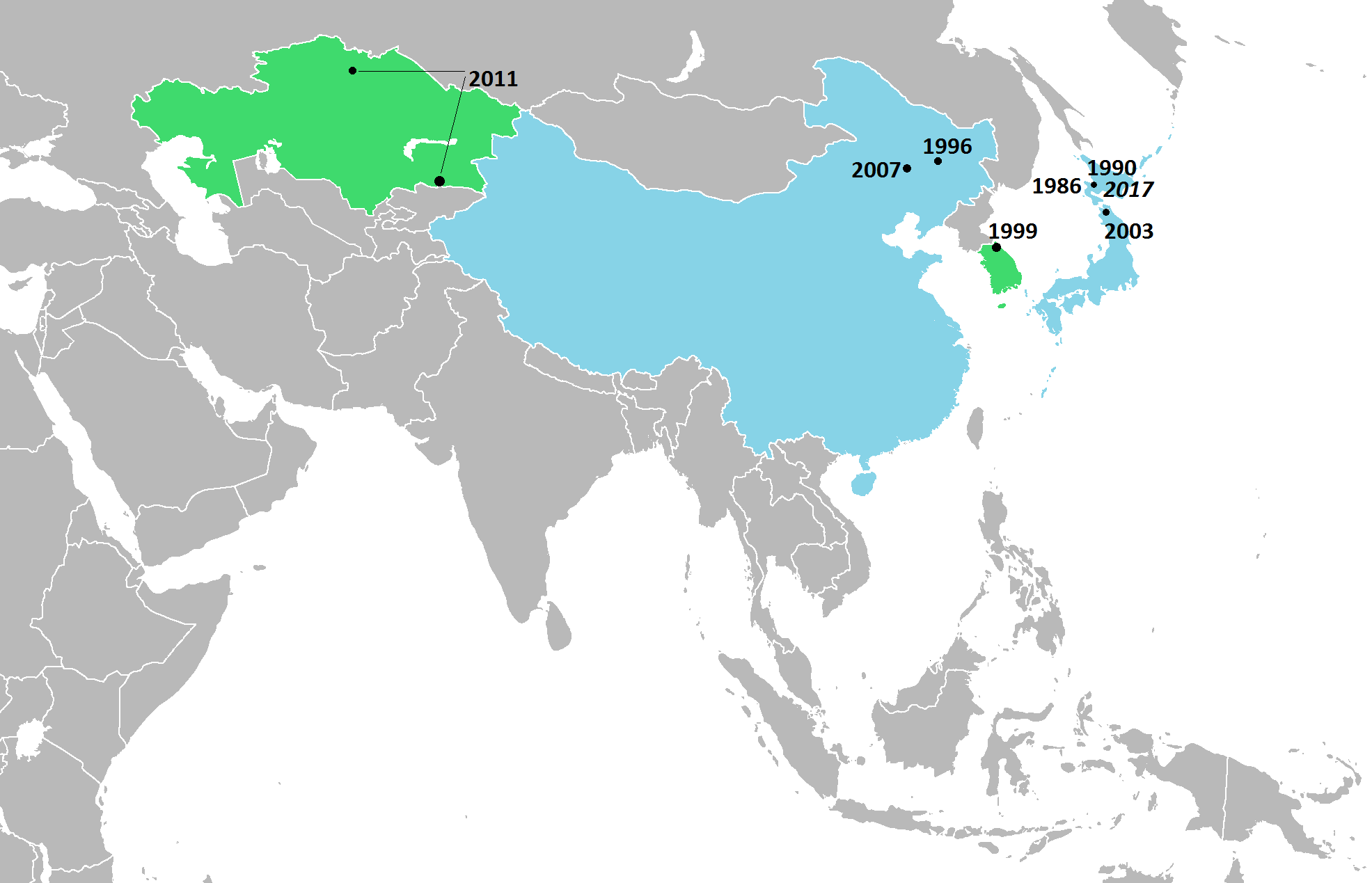
الألعاب الآسيوية الشتوية

دورة الألعاب الآسيوية الشتوية هو حدث دولي متعدد الرياضات يقام كل أربع سنوات لأعضاء المجلس الأولمبي الآسيوي والذي يتميز بالفعاليات الشتوية. اقترحت اللجنة الأولمبية اليابانية لأول مرة فكرة إقامة نسخة شتوية من دورة الألعاب الآسيوية عام 1982. تمت مكافأة جهودهم عندما تم منحهم أخيرًا حقوق استضافة النسخة الأولى التي عقدت في سابورو في عام 1986، حيث كانت المدينة تمتلك البنية التحتية والخبرة المكتسبة من استضافة الألعاب الأولمبية الشتوية لعام 1972.
من مشاركة سبع دول أعضاء فقط في المجلس الأولمبي الآسيوي في النسخة الأولى، زاد عدد الدول المتنافسة في شتاء أسياد باستمرار. في دورة الألعاب الآسيوية الشتوية لعام 2007 في تشانغتشون، قدم 27 من أصل 45 عضوًا عددًا قياسيًا من المنافسين، بينما أرسلت جميع اللجان الأولمبية الوطنية الـ 45 وفودًا لأول مرة على الإطلاق في تاريخ آسيا الشتوي.
على الرغم من النظر في الألعاب في لبنان في عام 2009، إلا أنها لم تحدث في النهاية.

## قائمة الألعاب الآسيوية الشتوية
| النسخة                        | السنة | المدينة المضيفة        | الدولة المضيفة | افتتحَها                  | تاريخ البدء | تاريخ الانتهاء | الدول المشاركة | المتنافسون | الرياضات | الأحداث | أفضل فريق       | المصدر |
| ----------------------------- | ----- | ---------------------- | -------------- | ------------------------ | ----------- | -------------- | -------------- | ---------- | -------- | ------- | --------------- | ------ |
| الألعاب الآسيوية الشتوية 1986 | 1986  | سابورو                 | اليابان        | فهد الأحمد الجابر الصباح | 1 مارس      | 8 مارس         | 7              | 293        | 4        | 35      | اليابان (JPN)   | [ 1 ]  |
| الألعاب الآسيوية الشتوية 1990 | 1990  | سابورو                 | اليابان        | أكيهيتو                  | 9 مارس      | 14 مارس        | 9              | 310        | 4        | 33      | اليابان (JPN)   | [ 2 ]  |
| الألعاب الآسيوية الشتوية 1996 | 1996  | هاربن                  | الصين          | جيانغ زيمين              | 4 فبراير    | 11 فبراير      | 17             | 453        | 4        | 43      | الصين (CHN)     | [ 3 ]  |
| الألعاب الآسيوية الشتوية 1999 | 1999  | غانغوون                | كوريا الجنوبية | كم داي جنغ               | 30 يناير    | 6 فبراير       | 14             | 798        | 4        | 43      | الصين (CHN)     | [ 4 ]  |
| الألعاب الآسيوية الشتوية 2003 | 2003  | محافظة آوموري          | اليابان        | ناروهيتو                 | 1 فبراير    | 8 فبراير       | 17             | 641        | 5        | 51      | اليابان (JPN)   | [ 5 ]  |
| الألعاب الآسيوية الشتوية 2007 | 2007  | تشانغتشون              | الصين          | هو جينتاو                | 28 يناير    | 4 فبراير       | 25             | 796        | 5        | 47      | الصين (CHN)     | [ 6 ]  |
| الألعاب الآسيوية الشتوية 2011 | 2011  | مدينة نور سلطان‒ألماتي | كازاخستان      | نور سلطان نزارباييف      | 30 يناير    | 6 فبراير       | 26             | 843        | 5        | 69      | كازاخستان (KAZ) | [ 7 ]  |
| الألعاب الآسيوية الشتوية 2017 | 2017  | سابورو                 | اليابان        | ناروهيتو                 | 19 فبراير   | 26 فبراير      | 32             | 1,147      | 5        | 64      | اليابان (JPN)   | [ 8 ]  |
| الألعاب الآسيوية الشتوية 2029 | 2029  | تروجينا                | السعودية       |                          |             |                |                |            |          |         |                 |        |

- بالنسبة لدورة ألعاب 2017، دعا المجلس الأولمبي الآسيوي رياضيين من منطقة أوقيانوسيا. وشاركت دولتان من (أستراليا ونيوزيلندا) إلى جانب 30 لجنة عدم ممانعة من آسيا.

## الرياضات
| الرياضة                      | السنوات         |
| ---------------------------- | --------------- |
| التزلج على المنحدرات الثلجية | كل النسخ        |
| باندي                        | 2011 فقط        |
| بياثلون                      | كل النسخ        |
| التزلج الريفي                | كل النسخ        |
| كيرلنغ                       | 2003–2007, 2017 |
| تزلج فني على الجليد          | 1986، ومنذ 1996 |
| تزلج حر                      | 1996، ومنذ 2003 |

| الرياضة              | السنوات         |
| -------------------- | --------------- |
| هوكي الجليد          | كل النسخ        |
| سباق تزلج موجه ‏      | 2011 فقط        |
| التزلج على مسار قصير | كل النسخ        |
| قفز تزلجي            | 1999، ومنذ 2011 |
| تزلج على الثلوج      | 2003–2007، 2017 |
| تزلج سريع            | كل النسخ        |

## عدد الميداليات
*   البلد المضيف (مضيف)
| المرتبة | فريق                 | ذهبية | فضية | برونزية | المجموع |
| ------- | -------------------- | ----- | ---- | ------- | ------- |
| 1       | اليابان (JPN)        | 138   | 144  | 115     | 397     |
| 2       | الصين (CHN)          | 94    | 85   | 105     | 284     |
| 3       | كازاخستان (KAZ)      | 78    | 62   | 56      | 196     |
| 4       | كوريا الجنوبية (KOR) | 74    | 83   | 92      | 249     |
| 5       | كوريا الشمالية (PRK) | 1     | 4    | 12      | 17      |
| 6       | أوزبكستان (UZB)      | 1     | 2    | 4       | 7       |
| 7       | لبنان (LBN)          | 1     | 1    | 0       | 2       |
| 8       | منغوليا (MGL)        | 0     | 1    | 6       | 7       |
| 9       | إيران (IRI)          | 0     | 1    | 2       | 3       |
| 10      | قيرغيزستان (KGZ)     | 0     | 0    | 1       | 1       |
| المجموع | المجموع              | 387   | 383  | 393     | 1163    |

## روابط خارجية
- 2011 الموقع الرسمي لدورة الألعاب الآسيوية الشتوية
- المجلس الأولمبي الآسيوي